# Hamingja
La Hamingja est, dans les croyances nordiques, la force tutélaire d'une famille, que l'on pouvait représenter par une femme gigantesque. Elle représente le lignage et les Grands Ancêtres d'une famille auxquels est lié un individu qui en a hérité une part de chance et de dons.
À ce titre il se devait de respecter une règle de conduite, un code d’honneur et de valeur inhérente à sa prestigieuse lignée représentée par cette force tutélaire, qui veillait au bon comportement de ses descendants.
Il y avait des Scandinaves qui respectaient les dieux mais sans faire d’allégeance et sans sacrifice. Ils se distinguaient en scandant leur locution, où ils disaient « ne pas sacrifier aux dieux et ne faire confiance qu’en leurs propres forces et capacité de réussite » (« Hann blótađi ekki, hann trúđi á sinn eiginn mátt ok megin »).
Le professeur Rudolf Simek lie la Hamingja à la Fylgja et à L'Hamr.